# Manasseh Sogavare

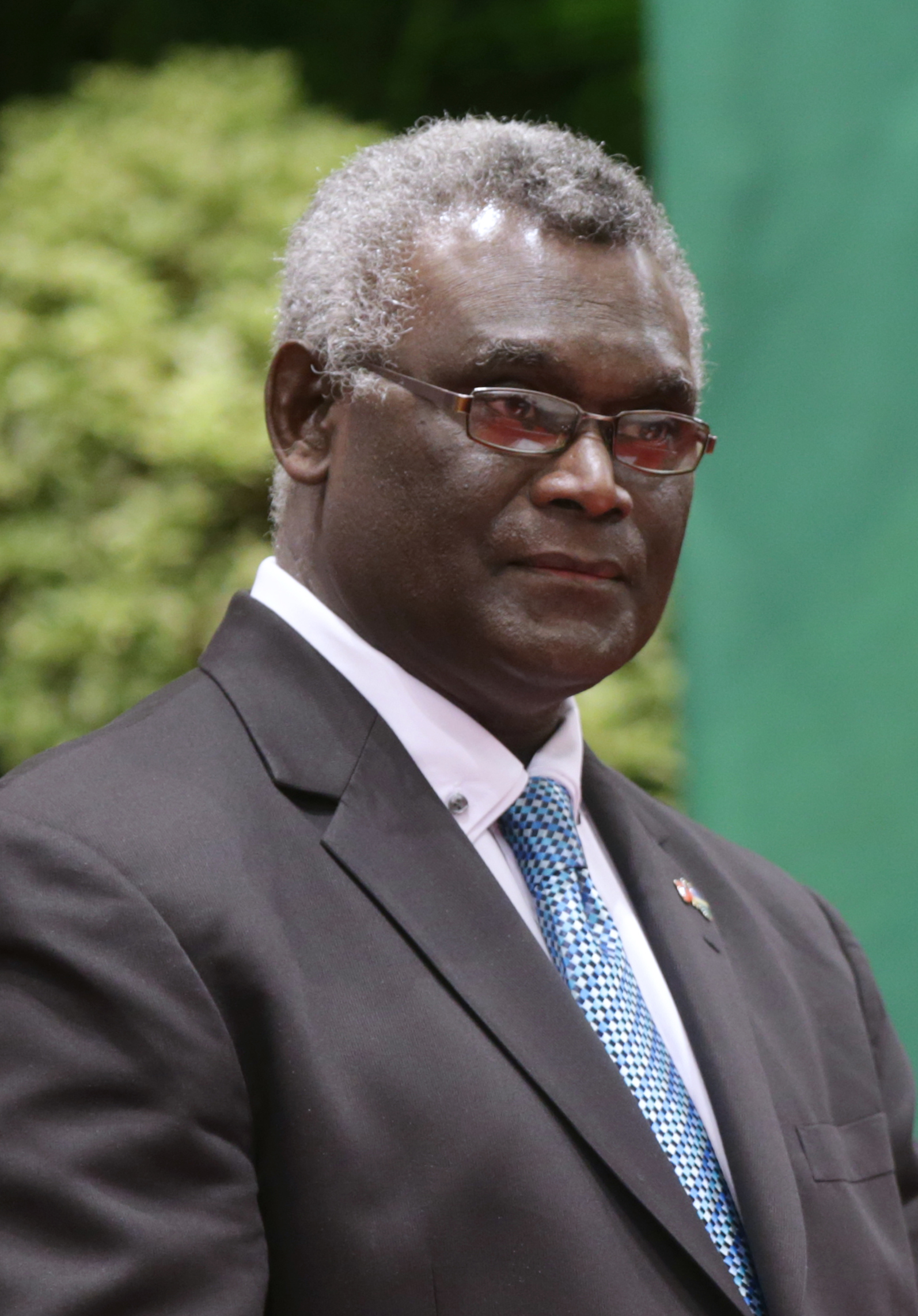
Manasseh Sogavare (2017)

Manasseh Sogavare (* 17. Januar 1955) ist ein salomonischer Politiker, der zwischen 2000 und 2024 viermal Premierminister der Salomonen war, insgesamt elf Jahre lang.
Sogavare war vom 30. Juni 2000 bis zum 17. Dezember 2001 und in einer zweiten Amtszeit vom 4. Mai 2006 Premierminister, bis er am 13. Dezember 2007 durch ein Misstrauensvotum mit 25 zu 22 Stimmen gestürzt wurde. Er gehört der Solomon Social Credit Party (Socred) an und stützte sich in seiner Regierungszeit auf eine Fünfparteienkoalition im Parlament. Nach dem Tsunami in Gizo im April 2007 rief er dort den Notstand aus.
Vom 9. Dezember 2014 bis 15. November 2017 war Sogavare zum dritten Mal Premierminister, und von April 2019 bis Mai 2024 zum vierten Mal.